# Robert Mercier (football)
Pour les articles homonymes, voir Robert Mercier et Mercier.
Robert Mercier, parfois appelé Robert Furois, né le 14 octobre 1909 à Paris (10e arrondissement) et mort le 15 septembre 1958 à Blois, est un footballeur français.
Il évolue pendant sa carrière comme attaquant, principalement au poste d'avant-centre et parfois comme ailier droit.

## Biographie
Robert Mercier tient son nom de sa mère Jeanne Mercier, qui lui donne naissance sans père connu. Gaston Alfred Furois le reconnaît finalement comme son fils en 1924, peu avant son mariage avec sa mère le 4 octobre 1924. Cela lui vaut d’être parfois nommé « Furois » dans les comptes rendus de l’époque,. Il est aussi surnommé « Robico » ou « Robicco »,.
Il joue comme attaquant au Club français, un club parisien qui dispose alors d'une des meilleures équipes de football du pays. Il dispute notamment la finale du championnat de France de football 1929 (encore amateur) et remporte avec son club la Coupe de France en 1931, en se montrant particulièrement à son avantage. Il inscrit un doublé en demi-finale contre l'OGC Nice, puis un nouveau but en finale contre le SO Montpellier (3-0), quelques jours avant sa première sélection en équipe de France. Il participe aussi à la première édition professionnelle du championnat de France en 1932-1933, dont il finit co-meilleur buteur avec l'Allemand du Stade rennais Walter Kaiser, malgré la relégation de son équipe. 
En 1934, alors que le Club français abandonne le statut professionnel, il est recruté par le prestigieux Racing Club de Paris, qui remporte le doublé Coupe-Championnat de France en 1935-1936. Il participe activement au titre en championnat avec 8 buts en 18 matchs, mais ne joue pas la finale de la Coupe.
| |
| Équipe du Club français de 1931, vainqueur de la Coupe de France. Mercier est accroupis au 2e rang, à droite. |

| |
| Équipe du RC Paris de 1936, auteure du doublé coupe-championnat de France. Mercier est assis au premier rang, le premier en partant à gauche. |

Entre 1931 et 1933, il est sélectionné à six reprises en équipe de France. Il marque trois buts lors de ses deux premières sélections, en 1931 : un doublé en mai contre l'Angleterre lors de la première victoire de la France face à l'Angleterre (5-2), puis un but contre les Pays-Bas en novembre. Devenu joueur du Racing, il connaît une septième et dernière sélection en novembre 1935 contre la Suède.
En 1936, lors d'un match de gala tumultueux opposant une sélection parisienne à une sélection de Montevideo venue d'Uruguay, il subit une grave blessure au genou, qui entraîne la fin prématurée de sa carrière de footballeur en avril 1938, alors qu'il n'a que 28 ans, après une dernière pige d'un an au RC Arras, en 2e division. Un jubilé opposant le RC Paris et le FC Sochaux, deux des principaux clubs du moment, est organisé en son honneur.
Il démarre ensuite une carrière d’entraîneur et dirige l’équipe du FC Dieppe en D2 en 1938-1939. Malheureusement le club connaît des difficultés financières et ne parvient pas à terminer la saison. Il s'installe ensuite à Blois où il rejoue, à un niveau amateur en Division d'honneur, avec l'AAJ Blois. Il en devient l’entraîneur de 1942 à 1944. Il meurt en 1958 à Blois, à 48 ans. 

## Palmarès
- Championnat de France : 1936 (RC Paris)
- Coupe de France : 1931 (Club français), 1936 (RC Paris - ne joue pas la finale)
- Division d'honneur de la Ligue de Paris : 1929, 1930 (Club français)

## Statistiques individuelles
| Saison    | Club                 | Championnat | Championnat | Championnat | Coupe  | Coupe |
| Saison    | Club                 | Comp.       | Matchs      | Buts        | Matchs | Buts  |
| --------- | -------------------- | ----------- | ----------- | ----------- | ------ | ----- |
| 1928-1929 | Club français        | DH Paris    | -           | -           | -      | -     |
| 1929-1930 | Club français        | DH Paris    | -           | -           | -      | -     |
| 1930-1931 | Club français        | DH Paris    | -           | -           | 2      | 3     |
| 1931-1932 | Club français        | DH Paris    | -           | -           | -      | -     |
| 1932-1933 | Club français        | D1          | 16          | 15          | 4      | 2     |
| 1933-1934 | Club français        | D2          | 24          | 19          | 2      | 2     |
| 1934-1935 | Racing Club de Paris | D1          | 27          | 21          | 3      | 7     |
| 1935-1936 | Racing Club de Paris | D1          | 18          | 8           | -      | -     |
| 1936-1937 | Racing Club de Paris | D1          | 26          | 1           | -      | -     |
| 1937-1938 | RC Arras             | D2          | -           | -           | -      | -     |

- 7 sélections et 3 buts en équipe de France, entre 1931 et 1935.